# Кувака
Кувака — село в Каменском районе Пензенской области, входит в состав Каменского сельсовета.

## География
Село Кувака находится в 5,5 км к востоку от райцентра — города Каменки. К югу от села протекает река Атмис (бассейн Волги).
В селе 4 улицы:
- Луговая
- Овражная
- Трудовая
- Центральная

## История
Основано помещиками братьями А.И. и И.И. Головиными между 1721 и 1745 гг. От Головиных деревня и другие населенные пункты округи перешли по наследству Голицыным. В 1795 г. село принадлежало князю Н.М. Голицыну, крестьяне находились на оброке, платили владельцу по 3 руб. в год с души. До проведения железнодорожной линии жители занимались зимой перевозкой купеческих товаров. В 1843 г. построена церковь во имя св. великомученицы Варвары. В 1852 г. открыта старообрядческая часовня.
Перед отменой крепостного права с. Кувака показано за княгиней Варварой Васильевной Долгоруковой, у нее 496 ревизских душ крестьян, 136 дворов на 141 десятине усадебной земли, 129 тягол (вместе с д. Надеждино) крестьян на оброке, 110 тягол (с Надеждино) – на барщине, у крестьян (вместе с Надеждино) 1686 десятин пашни, 307 дес. сенокоса, 239 дес. выгона, у помещицы 1567 дес. удобной земли, в том числе леса и кустарника 334 дес. (Приложение к Трудам, т. 2, Н.-Ломов. у., №7). В 1877 г. – в Кувакской волости Нижнеломовского уезда Пензенской губернии (волостное правление находилось в с. Студенец), 184 двора, церковь, 2 салотопни. В конце 19 в. имелось земское училище.
В 1913 году Владимир Николаевич Воейков, последний владелец села и последний комендант Зимнего дворца, крестный отец царевича Алексея, с помощью горного инженера Дрейера соорудил каптаж, состоящий из двух подземных штолен, приёмной и водоспускной камер и 21 грифона, соединяющихся с разливной камерой двумя водопроводными магистралями. В 1915 году в «Горном журнале» № 7 указывалось, по данным компании Кувака: «Вода из источника „Кувака“ не только превосходна в физическом отношении, но безупречна в химическом, санитарном и во всех других отношениях, являясь водой кристаллически прозрачной, абсолютно бесцветной, без малейшего запаха, с приятным освежающим вкусом, лишенной каких-либо бактерий и с минимальным, для лучших питьевых вод, минеральным составом». Именно из-за целебных свойств местной воды, в 1910 году В. Н. Воейков начал строительство летней резиденции, где его крестник мог бы поправить здоровье.
С 1928 года село являлось центром сельсовета Каменского района Пензенского округа Средне-Волжской области (с 1939 года — в составе Пензенской области). В 1955 г. – в составе Надеждинского сельсовета, центральная усадьба колхоза «12 лет Октября». В 1980-е годы в составе Каменского сельсовета.

## Население
| 1795 | 1864  | 1877  | 1897  | 1911  | 1926  | 1930  |
| ---- | ----- | ----- | ----- | ----- | ----- | ----- |
| 836  | ↗1056 | ↗1083 | ↗1206 | ↗1354 | ↗1425 | ↗1441 |
| 1959 | 1979  | 1989  | 1998  | 2002  | 2010  |       |
| ↘748 | ↘476  | ↘364  | ↘317  | ↗338  | ↘283  |       |

## Экономика
В селе создано современное предприятие, осуществляющее не только розлив добываемой воды, но и производство большой номенклатуры безалкогольных напитков на её основе. С 2005 года вода «Кувака» входит в реестр «Экологически чистая и безопасная продукция» и подтверждает это высокое звание каждые 2 года. А в 2012 году вода «Кувака» получила признание на международной продовольственной выставке «World Food-2012» — диплом и золотую медаль «Продукт года». При заводе имеется «Музей живой воды»